# Žuravka (Oblast' di Černihiv)
Žuravka è un centro abitato dell'Ucraina.